# Садовый (Отрадненский район)
Садовый — хутор в Отрадненском районе Краснодарского края.
Входит в состав Отрадненского сельского поселения.
По состоянию на 01.01.2008 на хуторе имелось 371 хозяйство, в котором проживали 1249 человек.
Хутор связан с районным центром маршрутным такси № 1, 3, 4, 6, 9, 11, 33, 34 (после 19:00)
В хуторе имеется школа № 59, дом культуры, отделение Почты России.

## География

### Улицы
| - ул. Вишневая, - ул. Гидростроителей, - ул. Грушевая, - ул. Мира, - ул. Молодёжная, - ул. Набережная, - ул. Новая, | - ул. Октябрьская, - ул. Первомайская, - ул. Садовая, - ул. Солнечная, - ул. Спортивная, - ул. Строительная, - ул. Школьная. |

## Население
| 2002 | 2010  |
| ---- | ----- |
| 1294 | ↘1257 |